# 持田盛二
持田 盛二（もちだ もりじ / せいじ、1885年（明治18年）1月26日 - 1974年（昭和49年）2月9日）は、日本の剣道家。段位は範士十段。「昭和の剣聖」と称される剣道家の一人。

## 経歴

### 生い立ち
先祖は戦国時代の武士・持田監物。監物は上泉信綱らと共に上野国箕輪城主・長野業正に仕え、後に帰農した。盛二の父・持田善作は、法神流剣法第4代継承者・根井行雄の高弟で、免許皆伝の腕前を持ち、群馬県勢多郡下川淵村の自宅に道場を設けて門人を指南していた。父の指南を受けた盛二は17歳のとき上京し、中山博道の有信館、高野佐三郎の明信館で短期修行する。

### 武術教員養成所
大日本武徳会群馬支部が設立されると最初の入門生となり、大日本武徳会本部教授内藤高治の強い勧めで武術教員養成所に第1期生として入所した。徹底した基本動作、切り返しの練習を経て、足がらみ、強烈な突き技のある厳しい稽古で鍛えられる。武術教員養成所の修了基準である四級に早々と合格し、2年の修業年限を待たずに卒業した。同所では堀正平、大島治喜太と並び「三勇士」と謳われた。

### 昭和天覧試合優勝
26歳で精錬証、34歳で教士、42歳で範士に昇進し、京都府警察部剣道教師、千葉県警察部剣道師範、東京高等師範学校講師、朝鮮総督府警務局剣道師範を歴任する。
朝鮮総督府警務局在職時の1929年（昭和4年）、天覧試合に出場し、予選リーグで大島治喜太、納富五雄、大沢藤四郎を、準々決勝で古賀恒吉、準決勝で植田平太郎、決勝で高野茂義を破って優勝した。持田の名声は全国に響き渡り、中央に迎えられ、講談社野間道場を中心に、警視庁、皇宮警察、陸軍戸山学校、学習院中等科・高等科、慶應義塾大学、第一高等学校などの師範を務めた。後に警視庁から名誉師範の称号を授与されている。

### 剣道十段授与
1957年（昭和32年）、全日本剣道連盟から剣道十段を授与される。先人さえ貰わなかった段位は受け取れないとして固辞したが、連盟の懇望により受領した。1964年（昭和39年）、東京オリンピックでデモンストレーションとして斎村五郎と共に日本剣道形を演武した。
温厚、高潔な人柄で知られ、目下の者や講談社の少年部社員に対しても「さん」付けで呼び丁寧に応対した。また、生活は質素で、生涯を借家で暮らした。座右の銘は「剣徳正世（剣徳世を正す）」。強さと気品を兼ね備えていることから、「昭和の剣聖」と称された。

### 晩年
80歳を過ぎても稽古を続け、現役選手を寄せ付けなかったといわれる。盛二が80歳のときに初めて稽古した舩坂弘（剣道教士六段）は、自著『昭和の剣聖・持田盛二』において「不思議であった。範士の前で竹刀を構えてからまだわずかの時間しか経過していないのに、私の顔面には汗がしたたり落ち、全身が熱くなっていた。息はもう途切れはじめていた…」と述べ、太刀打ちできなかったと証言している。

## 年表
- 1885年（明治18年） - 群馬県勢多郡下川淵村鶴光路（現・前橋市鶴光路町）に生まれる。
- 1891年（明治24年） - 父・善作から法神流剣法を学び始める。
- 1902年（明治35年） - 上京し、中山博道の有信館、高野佐三郎の明信館で短期修行する。
- 1907年（明治40年） - 大日本武徳会武術教員養成所に入所。同教授内藤高治から北辰一刀流を学ぶ。
- 1911年（明治44年） - 武術教員養成所助教授に就任。精錬証を授与される。
- 1919年（大正8年） - 教士に昇進。
- 1925年（大正14年） - 朝鮮総督府警務局の剣道師範に就任。
- 1927年（昭和2年） - 範士に昇進。
- 1929年（昭和4年） - 御大礼記念天覧武道大会指定選士の部で優勝。日本刀並びに銀盃を下賜される。
- 1930年（昭和5年） - 野間道場に師範として招聘される。講談社入社。
- 1934年（昭和9年） - 皇太子殿下御誕生奉祝天覧武道大会特選試合に出場。
- 1937年（昭和12年） - 大日本武徳会一等有功章を受章。
- 1940年（昭和15年） - 紀元二千六百年奉祝天覧武道大会特選試合に出場。
- 1957年（昭和32年） - 全日本剣道連盟から剣道十段を授与される。
- 1957年（昭和32年） - 警察功績章を受章。
- 1961年（昭和36年） - 紫綬褒章を受章。
- 1962年（昭和37年） - 前橋市に頌徳碑が建立される（群馬県知事・神田坤六撰文）。
- 1964年（昭和39年） - 東京オリンピック・デモンストレーションで日本剣道形を演武する。
- 1965年（昭和40年） - 勲三等旭日中綬章を受章。
- 1974年（昭和49年） - 死去。享年89。青山葬儀所において全日本剣道連盟葬が執行される。
- 2003年（平成15年） - 全日本剣道連盟剣道殿堂に顕彰される。

## 遺訓
- 私は剣道の基礎を体で覚えるのに五十年かかった。
- 私の剣道は五十を過ぎてから本当の修行に入った。心で剣道しようとしたからである。
- 六十歳になると足腰が弱くなる。この弱さを補うのは心である。心を働かして弱点を強くするように努めた。
- 七十歳になると身体全体が弱くなる。こんどは心を動かさない修行をした。心が動かなくなれば、相手の心がこちらの鏡に映ってくる。心を静かに動かされないよう努めた。
- 八十歳になると心は動かなくなった。だが時々雑念が入る。心の中に雑念を入れないように修行している。